# Hellashal
De Hellashal of wel Sporthal Hellas is een sportaccommodatie in het Zuid-Hollandse Den Haag. De Hellashal is in 1983 gebouwd. De hal heeft een grote als een kleine sporthal te beschikking. 

## Gebruikers
De hal wordt gebruik door de plaatselijke handbalvereniging Hellas. HALO, de opleiding voor leraren lichamelijke opvoeding van de De Haagse Hogeschool, maakt ook gebruik van de Hellashal.

## Tribune
En van de tribunes in de Hellashal is vernoemd naar clubicoon Jan Alma. Alma is van 1954 tot 1979 onafgebroken hoofdcoach geweest van zowel het eerst heren- als het eerste dames team geweest. 